# Pelve

Ossos que compõem a pelve humana

A pelve (português brasileiro), pélvis (português europeu) (lat. pelvis = bacia, concha, tigela), ou bacia, encontra-se na cintura pélvica dos Tetrapoda. É composta por uma série de ossos longos (em anfíbios, répteis e aves) ou chatos (em mamíferos), quase sempre apresentando os seguintes componentes: sacro, ílio, ísquio e púbis. É nesta estrutura que se inserem os membros inferiores e se apoiam uma série de músculos ligados ao seu movimento.

## Seres pelvísticos
Nos seres humanos a pelve (ou popularmente chamada de bacia) é a região de transição entre o tronco e os membros inferiores. O períneo, na anatomia humana, é geralmente definido como a região superficial entre a sínfise púbica e o cóccix, tanto em homens quanto em mulheres.
A pelve óssea (esqueleto da pelve) possui grande resistência e é formada pelos ossos:
- Osso do quadril - formado pela fusão do ílio, ísquio e púbis
- Sacro
- Cóccix

A pelve contém os principais componentes abdominais: a bexiga, partes terminais dos ureteres, órgãos genitais, pélvicos, reto, vasos sanguíneos, vasos linfáticos e nervos. Nas mulheres, também aloja ovários e útero. Para acomodar o feto durante toda gestação gestação, a pelve feminina é mais larga do que nos homens; no entanto, a pelve estreita conforme a mulher envelhece. A pelve tem fundamental importância na proteção dos órgãos localizados na cavidade pélvica, também atua como ponto de fixação para os músculos do períneo e dos membros inferiores. Servindo para sustentar o tronco e promover uma área para inserção das extremidades inferiores, atuando na transferência de peso para os membros inferiores; a diferença de tamanho entre pélvis masculina e feminina, também é uma característica útil na determinação do sexo em ossadas e fósseis humanos. A cavidade pélvica é dividida em pelve maior (pelve falsa) e pelve menor (pelve verdadeira).

## Ossos da pelve
Os ossos são órgãos duros e esbranquiçados que se unem um ao outro com o objetivo de formar as articulações e em maior escala o esqueleto. Além disso, é uma espécie de tecido conjuntivo especializado que tem como característica a mineralização de sua matriz óssea, lembrando, sempre, que o osso é dinâmico, ou seja, vive em constante mudança, e não um órgão estático como muitos pensam.
O tecido ósseo se renova constantemente pela ação coordenada de osteoclastos e osteoblastos. Os osteócitos desempenham seu papel no início da remodelação em um local específico do tecido, e eles e outras células de linhagem osteoblástica produzem vários mediadores que modulam a diferenciação dos percussores osteoclásticos, passo imprescindível para que comece a reabsorção. No geral, os osteoclastos são responsáveis pela reabsorção óssea enquanto os osteoblastos por sua regeneração.
A irrigação dessas estruturas se dá por meio dos canais de Volkmann e os canais de Havers; e, não apresenta vasos linfáticos para drenagem, o periósteo quem tem essa função. Esse último canal encontra-se em torno de lamelas concêntricas, que forma um arcabouço para dar resistência aos ossos, e percorrem o osso no sentido longitudinal levando os vasos sanguíneos e nervos responsáveis pela nutrição do tecido ósseo. Quanto ao outro canal, esses são perpendiculares aos canais de Havers, também transportam pequenas artérias em todo o osso e não apresentam lamelas concêntricas.
O esqueleto humano é constituído de várias porções e uma delas é o membro inferior. Ele tem a função de dar sustentação do peso corporal, fazer a movimentação do indivíduo e manter o equilíbrio. Além disso, é conectado ao tronco pela cintura pélvica, representada pelo osso ilíaco.
Nessa região, a pelve é formada pela articulação sacroilíaca, sínfise púbica e coxofemoral e o exame físico dessa região deve ser feito com palpação, inspeção, avaliação do arco de movimento.
A pelve é dividida em maior e menor, divididas pela linha inominada (que vai do promontório até a borda superior da sínfise púbica; e, essa última tem maior interesse para a obstetrícia. Essa área é composta por quatro ossos: sacro (entre os ilíacos e tendo como limites superiores e inferiores respectivamente o promontório e o cóccix), cóccix (formado pela fusão de quatro vértebras e se une ao sacro) e os ilíacos direito e esquerdo (formados pela fusão do ílio, ísquio e púbis por volta do 15/16 anos de idade). Eles se articulam por meio da sacroilíaca, sínfise púbica e sacrococcígea.
A pelve menor tem seus limites constituídos por promontório, borda anterior da asa do sacro, articulação sacro ilíaca, linha inominada, eminência iliopectínea, borda superior do corpo do púbis e da sínfise púbica – estreito superior. O estreito inferior é composto por borda inferior do púbis, ramos isquipúbicos, tuberosidades isquiáticas, grandes ligamentos sacroisquiáticos e extremidade do cóccix. Entre eles, há o estreito médio cercado por face posterior do corpo do púbis, lado interno do forame obturado, face interna do ramo isquipúbico e parte da tuberosidade isquiática.
Já a pelve maior tem como limites laterais as fossas ilíacas internas, posteriormente pela coluna vertebral, anteriormente pelo espaço que os músculos abdominais demarcam.
Dos ossos pélvicos o ílio é o maior, está localizado na região superior e possui uma crista e quatro ângulos (espinhas) que funcionam como local para inserções musculares. A crista ilíaca forma a proeminência do quadril e termina anteriormente na espinha ilíaca anterossuperior, e posteriormente termina na espinha ilíaca posterossuperior. A espinha ilíaca posteroinferior está abaixo da superior, mais abaixo dela está a incisura isquiática maior onde passa o nervo isquiático. A tuberosidade ilíaca (local de inserção do ligamento sacroilíaco) está localizada medialmente à porção posterior da crista ilíaca. Já a face auricular rugosa (que se articula com o sacro) está localizada na face medial do ílio, a fossa ilíaca é a sua face anterior, que é lisa e côncava.
Já o osso posterioinferior do quadril é o ísquio. A espinha isquiática é um ponto importante de avaliação da descida fetal e se localiza medialmente, acima dela encontra-se a incisura isquiática maior e abaixo a menor; inferiormente localiza-se a tuberosidade isquiática responsável por sustentar o peso do corpo na posição sentada; anteriormente está o forame obturatório (ramos anteroinferior e posteroinferior do ísquio + ramo inferior do púbis), onde existe a membrana obturatória que é responsável por inserção muscular.
O púbis é o osso anterior do quadril e possui ramos (superior e inferior) que sustentam seu corpo, o qual é articulado com o púbis contralateral (sínfise púbica).
Os elementos ósseos do quadril se unem no acetábulo, o qual tem 2/5 representados pelo ílio, 2/5 pelo ísquio e 1/5 pelo púbis. Sua placa de crescimento (em formato de Y – cartilagem tripartida) ocorre entre os 14 e 16 anos de idade. O acetábulo apresenta as seguintes estruturas: limbo do acetábulo, face semilunar, fossa do acetábulo e incisura do acetábulo. Ademais, o osso do quadril e o acetábulo são divididos em um pilar posterior (mais curto) e um anterior (mais longo), onde estão as principais linhas de força da pelve, essa divisão é importante para a classificação de fraturas em traumatismos externos mais graves.
Levando em conta os acidentes anatômicos, há medidas que têm grande importância para a obstetrícia. São eles: diâmetro biespinha – 24cm (de uma espinha ilíaca anterossuperior a outra); diâmetro bicrista — 28 cm (de uma crista ilíaca a outra). No estreito superior há a conjugata vera anatômica — 11 cm — que vai do promontório a borda superior da sínfise púbica; conjugara vera obstétrica — 10,5 — do promontório ao meio do púbis. Há o diâmetro transverso máximo que vai da maior distância entre as linhas inominadas — 13/13,5 cm. Os diâmetros oblíquos vão de uma iminência iliopectínea a articulação sacroilíaca do lado oposto; primeiro diâmetro começa a esquerda e o segundo começa a direita com tamanhos de 12/12,75 cm. A biespinha ciática mede 10,5 cm. Há a conjugata exitus que mede 9,5 cm e após a retropulsão do cóccix mede 11 cm e passa a ser chamado de diâmetro subsacro subpúbico.
Além disso, as pelves podem ter diferentes formatos.  A abertura superior da pelve humana é que determina o seu formato, que pode ter 4 formas básicas, mas possuem ainda modelos mistos, que envolvem características de mais de um tipo de pelve. Os modelos básicos são:
- Ginecóide: típica bacia feminina, mais arredondada, tornando-se mais favorável ao parto. É a mais comum entre as mulheres;
- Andróide: tem forma de coração. É a mais comum entre os homens e tem mau prognóstico para o parto;
- Antropóide: alongada, sendo similar ao modelo de bacia dos macacos;
- Platipelóide: achatada, tendo características mistas entre a andróide e a ginecoide.[6][7]

## Músculos e fáscias da pelve
A musculatura da pelve tem como propósito sustentação das vísceras pélvicas e abdominais, auxílio na manutenção da postura ereta, e movimentação da coluna e membros inferiores. Para a medicina obstétrica, a musculatura da região perineal, mais especificamente os músculos do períneo anterior (ou genital) são os de interesse. Isto porque, para que o feto chegue ao ambiente extrauterino, precisa atravessar o diafragma pélvico na região do hiato pélvico correspondente a vagina. Abaixo, estão detalhadas, do plano superficial ao profundo, estes componentes musculares e suas respectivas funções:
- Músculos superficiais do diafragma urogenital anterior ou trígono urogenital anterior - transverso superficial do períneo, com suas fáscias superior e inferior e que dá apoio na sustentação de vísceras pélvicas; bulboesponjoso, realizando contração da uretra e da vagina; e ísquiocavernoso, que faz ereção do clítoris;

- Músculos profundos do diafragma urogenital anterior ou trígono urogenital anterior - músculo esfíncter externo da uretra, músculo compressor da uretra, músculo esfíncter uretrovaginal e transverso profundo do períneo;

- Músculos do diafragma pélvico ou assoalho pélvico - o músculo levantador do ânus (composto pelos músculos puborretal, puboccocígeo e o iliococcígeo), que sustenta as vísceras pélvicas e auxilia no processo de defecação; e músculo isquiococcígeo, com suas fáscias, que também ajuda na sustentação das vísceras.

Abaixo do diafragma urogenital ficam os ligamentos suspensor do clítoris, ramos do clítoris, o bulbo da vagina, as glândulas de Bartolin e a membrana pélvica. A membrana perineal (ou aponeurose perineal média) separa o diafragma urogenital do músculo levantador do ânus.
As fáscias pélvicas são outros componentes importantes da pelve. A fáscia endopélvica (ou aponeurose perineal profunda) é a membrana que recobre internamente o assoalho pélvico e separa o útero dos outros órgãos. Sua nomenclatura difere relativa aos órgãos que separa, sendo elas as fáscia reto vaginal, útero vaginal, vesico vaginal e uterovesical. Mais externa a ela fica a membrana perineal (ou aponeurose perineal média), composta por dois folhetos aponeuróticos que circundam o esfíncter externo da uretra e o músculo transverso profundo do períneo. Recobrindo os músculos superficiais ou mais externos do assoalho pélvico, temos a fáscia superficial do períneo (ou aponeurose perineal superficial).
Durante o parto, o feto atravessa dois músculos profundos do períneo - músculo esfíncter ureterovaginal e transverso profundo-, e a musculatura do trígono urogenital anterior e o músculo puboccocígeo. Bem como também atravessa as aponeurose perineal média e aponeurose perineal superficial.
O corte realizado na episiotomia, cujo objetivo é aumentar o óstio vaginal, lesa principalmente os músculos transverso superficial e profundo do períneo e o levantador do ânus. Podem ser atingidos, ainda, os músculos bulbo esponjoso e esfíncter ureterovaginal.